# Allikallu, Bangarapet
Allikallu là một làng thuộc tehsil Bangarapet, huyện Kolar, bang Karnataka, Ấn Độ.